# Szabó András (designer)
Szabó András, id., (Kovászna, 1953. december 1. –) designer, művészettörténész-főmuzeológus, magántanár, a Csíki Székely Múzeum Nagy Imre Képtárának ny. kurátora.

## Életpályája
Alap- és középfokú iskoláit Csíkszeredában végezte. 1979-ben államvizsgázott Kolozsvárott a Ion Andreescu Képző- és Iparművészeti főiskola dizájn karán. A csíkszeredai bútorgyár tervezőosztályán kapott állást. 1986 februárjától a Csíki Székely Múzeum  muzeológusaként a zsögödi festőművész, Nagy Imre hagyatékának a gondnoka. 1990 januárjától 2003 augusztusáig az intézmény igazgatója, majd ismét a Nagy Imre-hagyaték kurátora. Szakmunkája mellett, közben 2000-2005 között, a csíkszeredai Nagy István Művészeti Középiskolában, design órákat tartottam, és 2005–2010 között, a csíkszeredai Sapientia EMTE magántanára.

## Képzőművészeti munkássága
Képzőművészként grafikáiból, festményeiből (1980-tól) számos kiállítás.
1980 • Grafikák – Kisgaléria, Csíkszereda, megnyitó: Márton Árpád festőművész és Bucur Nicolae műkritikus;
1987 • Borvízbölcsők – Kisgaléria, Csíkszereda, megnyitó: Székedi Ferenc újságíró;
1987 • 35 év alattiak művésztelepe, Tescani (Bákó megye);
1987 • Experiment fotóbiennálé, Csíkszereda;
1988 • Grafikák – Kisgaléria, Csíkszereda, megnyitó: Székedi Ferenc újságíró;
1988 • Grafikák – Új Élet szerkesztőség, Marosvásárhely, megnyitó: Simon Endre festőművész;
1992-93 • Csoma 92-93, Kovászna,
Kézdivásárhely;
1994 • Grafikák – Tilos kávéház, Csíkszereda, megnyitó: saját megnyitót tartottam;
1996 • Márton Áron centenáriumi kiállítás, Csíkszereda;
1997 • Gyergyószárhegyi művésztelep (Hargita megye);
1999 • Húsz év alatt… – Golden
Gallery, Csíkszereda, megnyitó Székedi Ferenc a Csíki TV főszerkesztője;
1999 • Húsz év alatt…  – Városi Képtár, Kovászna, megnyitó Jánó Mihály művészettörténész;
2000 • Milleneumi kiállítás – Ceglédi Honvéd Művelődési Klub, megnyitó: dr. Pogány Gábor művészettörténész;
2000 és 2002 • Fortyogói Incitato Művésztelep, Kézdivásárhely (Kovászna megye);
2005-2007 • Csanád Művésztábor, Erdőcsinád (Maros megye).
2005-2007 • Csanád Művésztábor tárlatai, Marosvásárhely;
2007-2009 • Magyar Festészet Napja csíkszeredai és budapesti tárlatai;
2008-2010 • Egerházi Képíró János Alkotótábor művészeti vezetője, Mezőbánd (Maros megye);
2008-2010 • Mezőbándi Egerházi Képíró János Alkotótábor tárlatai, Marosvásárhely;
2011-2012 • Zsögödi Nagy Imre Alkotótábor művészeti vezetője, Csíkszereda/Zsögöd (Hargita megye).
2011-2012 • Zsögödi Nagy Imre Alkotótábor tárlatai, Csíkszereda – Nagy István Művészeti Líceum, Pál Aukciósház és Galéria –, és Marosvásárhely Bernády-ház;
1980 • Néhány kivételekkel rendszeres kiállítója a Hargita Megyei Tárlatoknak.
2014 • SICVLICIDIVM 250, madéfalvi Közösségi Ház.
2014 • III. Székelyföldi Grafikai Biennále, Sepsiszentgyörgy, Erdélyi Művészeti Központ.
2014 • I. Zsögödi Nagy Imre Diák-alkotótábor, Csíkszereda/Zsögöd;
2014 • I. Zsögödi Nagy Imre Diák-alkotótábor tárlata, Csíkszereda – Nagy István Művészeti Líceum;
2015 • III. Hargita Szalon tárlata, Csíkszereda – Megyeháza Galéria.
2017 • V. Hargita Szalon tárlata, Csíkszereda – Megyeháza Galéria.
2018 • VI. Hargita Szalon tárlata, Csíkszereda – Megyeháza Galéria.
2020 • VIII. Hargita Szalon tárlata, Csíkszereda – Megyeháza Galéria.
2023 • EXPÓ SZABÓ LXX, Csíki Székely Múzeum, Csíkszereda, egyéni tárlat, köszöntő Karda-Markaly Aranka múzeumigazgató, megnyitó Székedi Ferenc esztéta, közreműködött Szabó Éva[i] fuvolán.
[i] Menyem.

## Publikációs jegyzék
- Repertoriul de documente privind biografia maestrului emerit NAGY IMRE érdemes művész életrajzi vonatkozású dokumentumainak repertóriuma, Csíkszereda, Csíki Székely Múzeum, 1993.
- Nagy Imre emlékház és képtár – CSÍKZSÖGÖD, Csíkszereda, Csíki Székely Múzeum, 1994.
- Nagy Imre művészete és a szokások, ACTA, 1995.
- CSÍKZSÖGÖD – Nagy Imre képtár, Székelyudvarhely, Imfopress, 1995.
- A Sepsiszentgyörgyi Képtár (Székely Nemzeti Múzeum) tulajdonában levő Nagy Imre-alkotások katalógusa, ACTA, 1996.
- A Marosvásárhelyi Művészeti Múzeum, a Kolozsvári Művészeti Múzeum és az alsógödi (Magyar Köztársaság) Kurucz Istvánné tulajdonában levő Nagy Imre-alkotások katalógusa, ACTA, 1997.
- Tamási Áron és Nagy Imre székelysége in. Márton Áron Gimnázium évkönyve, Csíkszereda, 1997.
- Az özv. Kurucz Istvánné tulajdonában található Nagy Imre-grafikák katalógusa, ACTA, 1998.
- „Pokoljárás” – avagy kulturális értékrendünk a Pál apostoli szeretet jegyében in. Az Erdélyi Múzeum-Egyesület Bölcsészet-, Nyelv- és Történettudományi Szakosztálya és a Csíki Székely Múzeum közös rendezésében tartott vándorgyűlés előadás-gyűjteménye –1997. szeptember 12., Csíkszereda, 1999.
- Siklódi Ferenc Székelyföldi képzőművészek arcképcsarnoka in. Csíkszereda Város Kulturális Évkönyve, Csíkszereda, Polgármesteri Hivatal, 2000.
- A Csíki Székely Múzeum in. Csíkszereda Város Kulturális Évkönyve, Csíkszereda, Polgármesteri Hivatal, 2000.
- A LXX éves Csíki Székely Múzeum emlékkönyve. Levéltári szemelvények, munkatárs-, kutatás-, kiállítás-, szimpózium-, vetélkedő- és kiadványlajstromok, gyűjtemény-bemutatók; szerk. Szabó András, Csíki Székely Múzeum, Csíkszereda, 2000
- A Székelyföld művésze Nagy Imre – A csíkzsögödi festőművész életművéről in. „Külön világban és külön időben” – a 20. sz. századi magyar képzőművészet Magyarország határain kívül, Magyar Képzőművészek és Iparművészek Társasága, Budapest 2001.
- Festői önismeret – Nagy Imre, csíkzsögödi festőművész festett igazsága…, Erdélyi Művészet, 2003/1 (12.).
- A parasztfestő emlékezete születésének 110. évfordulóján in. Csíkszereda Város Évkönyve 2003, Csíkszereda Kiadóhivatal.
- Nagy Imre tanársága, a kényszeresztendők és rehabilitálása in. Csíki Székely Múzeum Évkönyve/Társadalom- és humántudományok 2004, Csíki Székely Múzeum.
- A bőfény forrása – Zsögödi Nagy Imre, Pallas-Akadémia–Csíki Székely Múzeum, Csíkszereda, 2006.
- A mi Nagy Imrénk – Válogatás Zsögödi Nagy Imre festőművész műveiből, Csíkszereda Kiadóhivatal, Csíkszereda, 2008.
- Csík és a művészet a XX. század elején (Szabó Zsuzsával közösen) in. Csíki olvasókönyv, Hargita Megyei Hagyományőrzési Forrásközpont – Hargita Kiadóhivatal, Csíkszereda, 2009.
- A maszk – Márton Ferenc grafikus-, festő- és szobrászművész, Tipographic Könyvkiadó, Csíkszereda, 2009;
- Hargitáról Észak-Bácskába – Nagy István * Szabó Zsuzsa: A Csíki Székely Múzeum Nagy István-gyűjteménye, Csíkszereda Kiadóhivatal, Csíkszereda, 2010.
- Napfaragók I. Csík - Szereda képzőművészei / Kezdetek, Pro-Print Könyvkiadó, Csíkszereda, 2022.
- Napfaragók II. Csík - Szereda képzőművészei / Igazi kezdet, Pro-Print Könyvkiadó, Csíkszereda, 2022.
- Egy új jelen, hisz „Már a jövő sem a régi…”, IN: Hargita Népe, 2022. március 18.

- Bombabiztosan!, IN: Hargita Népe, 2022. május 4.
- Kurátorbúcsú, Erdélyi Művészet, 2022 XXII. évfolyam 1. szám (63).
- Fogadatlan prókátorság, IN: Hargita Népe, 2022. július 22.
- Museion ‒ design ‒ lifestile (I. rész), IN: Hargita Népe, 2023. február 24., (II. rész), IN: Hargita Népe, 2023. március 3.
- Bútorgyári emlékeim, IN: EMLÉKKÖNYV a Csíkszeredai Fafeldolgozó Vállalat megalakulásának 50. évfordulójára, Státus Kiadó, Csíkszereda, 2023, 27-32 old.
- Nagy István 150 (/2), IN: Hargita Népe, 2023. június 16.
- In memoriam Pálffy Árpád, IN: Hargita Népe, 2023. július 11.
- Hohó és Hápi csodálatos utazásai – űrben, levegőben, vízen és földön. I. rész: Föld, 2 példányban, pro domo, Apótata Kiadó, Csíkszentkirály-Karimósarka, 2023. (Hohó és Hápi plüssálltkák kalandos történeteivel próbálom szórakoztatva eligazítani unokáimat azok között a rejtelmek között, amelyek az iskolai tananyagból hiányoznak.)
- Hohó és Hápi csodálatos utazásai – űrben, levegőben, vízen és földön. II. rész: Emberré-válás, 2 példányban, pro domo, Apótata Kiadó, Csíkszentkirály-Karimósarka, 2023.
- Hohó és Hápi csodálatos utazásai – űrben, levegőben, vízen és földön. III. rész: Őskor, 2 példányban, pro domo, Apótata Kiadó, Csíkszentkirály-Karimósarka, 2024.
- Arkangyalok ‒ avagy az utolsó ítélet előkészítése. Fikciódráma ‒ kiadatlan, 2024.
- EGOSORSHIT – minden nem papsajt. Pro-Print Könyvkiadó, Csíkszereda, 2025.
- Kőből kővel követ kőre I-II. Kultúrtörténeti monográfia ‒ munka alatt.